# В Багдаде всё спокойно (альбом)
«В Багдаде всё спокойно» — третий студийный альбом российской группы АукцЫон, записанный в 1989 году на единственной официальной фирме грамзаписи «Мелодия». Тираж альбома составил 40 тысяч экземпляров.
В 2015 году альбом был переиздан лейблом «Геометрия». Наравне с оригинальной записью альбома была издана концертная запись программы, исполненная в Ленинградском дворце молодёжи в 1987 году. Оригинал оной до издания хранился у звукорежиссёра Игоря Гудкова.

## Список композиций
Тексты: Дмитрий Озерский, музыка: Леонид Фёдоров.
1. Путь в Джинистан (4:27)
2. Банзай (3:59)
3. Водяная дисциплина (5:30)
4. Одинокий мужчина (3:49)
5. Жертвоприношение (4:38)
6. Карлик Нос (5:00)
7. Колдун (4:39)
8. Тоска (4:38)

## Оформление
В оформлении обложки альбома была использована карта Багдада XIV века.

## «В Багдаде всё спокойно» 1987 года
Автор музыки — Леонид Фёдоров, кроме 1: Ananda Shankar;
Авторы текстов — Дмитрий Озерский (2-9, 12, 13, 15), Олег Гаркуша (11, 12, 14)
1. Пролог (2:11)
2. Крест (Путь в Джинистан) (3:57)
3. Банзай (5:14)
4. Водяная дисциплина (4:46)
5. Одинокий мужчина (3:59)
6. Жертвоприношение (4:35)
7. Карлик Нос (5:13)
8. Долина предков (Колдун) (4:36)
9. Тоска (4:06)
10. Эпилог (1:38)

### Бонус треки
1. Панковский сон (2:35)
2. Волчица (3:29)
3. Женщина (6:01)
4. Я не пример для подражания (3:09)
5. Радиодиверсия (3:28)

## Участники записи

### Оригинальная запись 1989 года
- Леонид Фёдоров — гитара, вокал;
- Олег Гаркуша — вокал;
- Владимир Весёлкин — вокал;
- Михаил Раппопорт — вокал;
- Виктор Бондарик — бас;
- Дмитрий Озерский — синтезатор, вокал;
- Дмитрий Матковский — гитара (5,6), ситар (1);
- Николай Рубанов — саксофон (2-8), дудук (1);
- Павел Литвинов — перкуссия (1,2,8), варган (1);
- Игорь Скалдин — гитара (6);
- Борис Шавейников — ударные

### Концертная программа 1987 года
- Леонид Фёдоров — гитара, вокал;
- Сергей Рогожин — вокал;
- Олег Гаркуша — вокал, шоу;
- Дмитрий Озерский — клавишные, бэк-вокал;
- Николай Рубанов — саксофон;
- Игорь Скалдин — гитара;
- Виктор Бондарик — бас;
- Павел Литвинов — перкуссия;
- Игорь Черидник — ударные;
- Константин Белявский — звукорежиссёр, вокал;
- Сергей Скворцов — светотехник